# 寺島武志
寺島 武志（てらしま たけし、1982年11月4日 - ）は日本のセパタクロープレーヤー。
阪神酒販株式会社（阪神酒販Dee's TC）所属。
東京都足立区西新井出身
日本セパタクロー協会A指定強化選手。
2011年より本場タイのプロリーグ唯一の日本人選手として活動。

## 来歴
セパタクロープレーヤーになる以前はサッカー選手として街クラブの名門三菱養和にジュニア〜ユースまで籍を置き活動。
同期には本橋卓巳らがおり、ジュニアからジュニアユースに昇格し次第に出場機会が減るものの、チームは3年時に高円宮杯全日本ユース(U-15)サッカー選手権大会に於いて日本一に輝いた。
日本体育大学へ進学後、セパタクローと出会いセパタクロープレーヤーへ転向し、半年後に世界選手権の遠征メンバーに選出される。
それ以降現在まで4年に1度のアジア大会を含め現在まで日本代表のアタッカーとして数々の大会に出場している。
2011年より寺本進に続き、本場タイのプロリーグに日本人唯一の選手として参戦している。
また2003年よりインディーズバンドUNLIMITSのメンバー(Gt/Cho)としてセパタクローと並行して全国でのライブやレコーディング等のバンド活動を行う。
2005年にレコード会社との契約に伴う活動拡大により二足の草鞋が不可能と判断し脱退。

## 主な成績及び活動
- 国際大会
  - 2005年 - 世界選手権 チーム戦 銅メダル
  - 2006年 - アジア競技大会出場[1]
  - 2010年 - アジア競技大会チーム戦・ダブルス銅メダル[1]
  - 2014年 - アジア競技大会[3] ダブルス銅メダル

- 国内
  - 2002年 - JOCジュニアオリンピックカップ優勝・MVP獲得[1]
  - 2004年 - 学生選手権大会 優勝[1]
  - 2004年 - 学生オープン選手権大会 優勝
  - 2008年 - 全日本オープン選手権 優勝
  - 2009年 - 全日本セパタクローオープン選手権 優勝
  - 2013年 - 全日本選手権 優勝

- その他
  - タイプロリーグ所属チーム
    - 2011　チョンブリ
    - 2012　ガラシン
    - 2013　ガラシン
    - 2014　チョンブリ
    - 2015　ガラシン
    - 2016　マハーサラカーム
    - 2017　コンケーン